# Незалежне кіновиробництво
Незале́жне кіно́ (англ. independent film, indie film, underground film) — це фільми, які виробляється в основному за межами великих кіностудій. Цей термін також включає мистецькі фільми, які помітно відрізняються від більшості прокатних та розрекламованих фільмів . Крім виробництва на незалежних продюсерських компаніях, незалежні фільми часто виробляються та/або розповсюджуються філіями великих студій.
Незалежні фільми іноді розрізняються за змістом і стилем, і тим, яким чином реалізується особисте художнє бачення творців фільму. Зазвичай, але не завжди, незалежні фільми робляться зі значно меншими бюджетами, ніж фільми великих студій. Як правило, маркетинг незалежних фільмів характеризується обмеженим тиражем, відсутністю реклами, інколи мета фільму — досягти лише невеликої, специфічної аудиторії.